# ACM软件系统奖

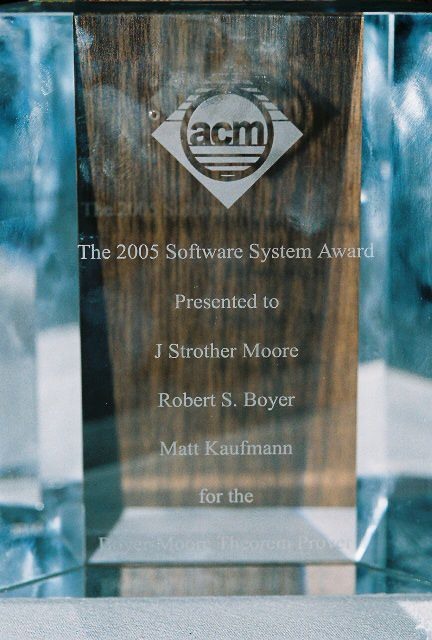
2005年ACM软件系统奖

ACM软件系统奖（ACM Software System Award）是美国计算机协会（ACM）颁发的一项奖项，它授予对技术概念和商业接受度方面产生了持久影响的软件系统的开发者或机构。该奖始于1983年，每年颁发一次，目前奖金已达3.5万美元，由IBM公司提供赞助。